# Ranunculus gramineus
Ranunculus gramineus är en ranunkelväxtart som beskrevs av Carl von Linné. Ranunculus gramineus ingår i släktet ranunkler, och familjen ranunkelväxter. Inga underarter finns listade i Catalogue of Life.
Blomman är djupt gul.

## Bildgalleri

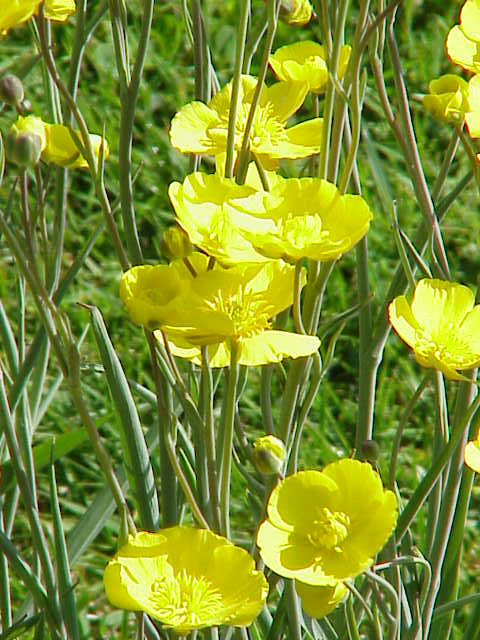
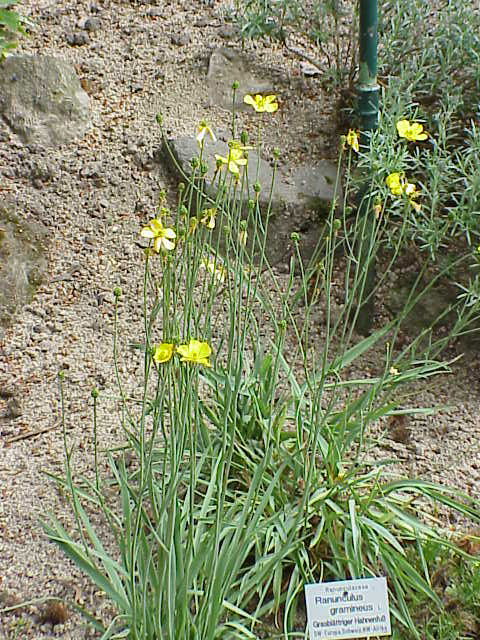
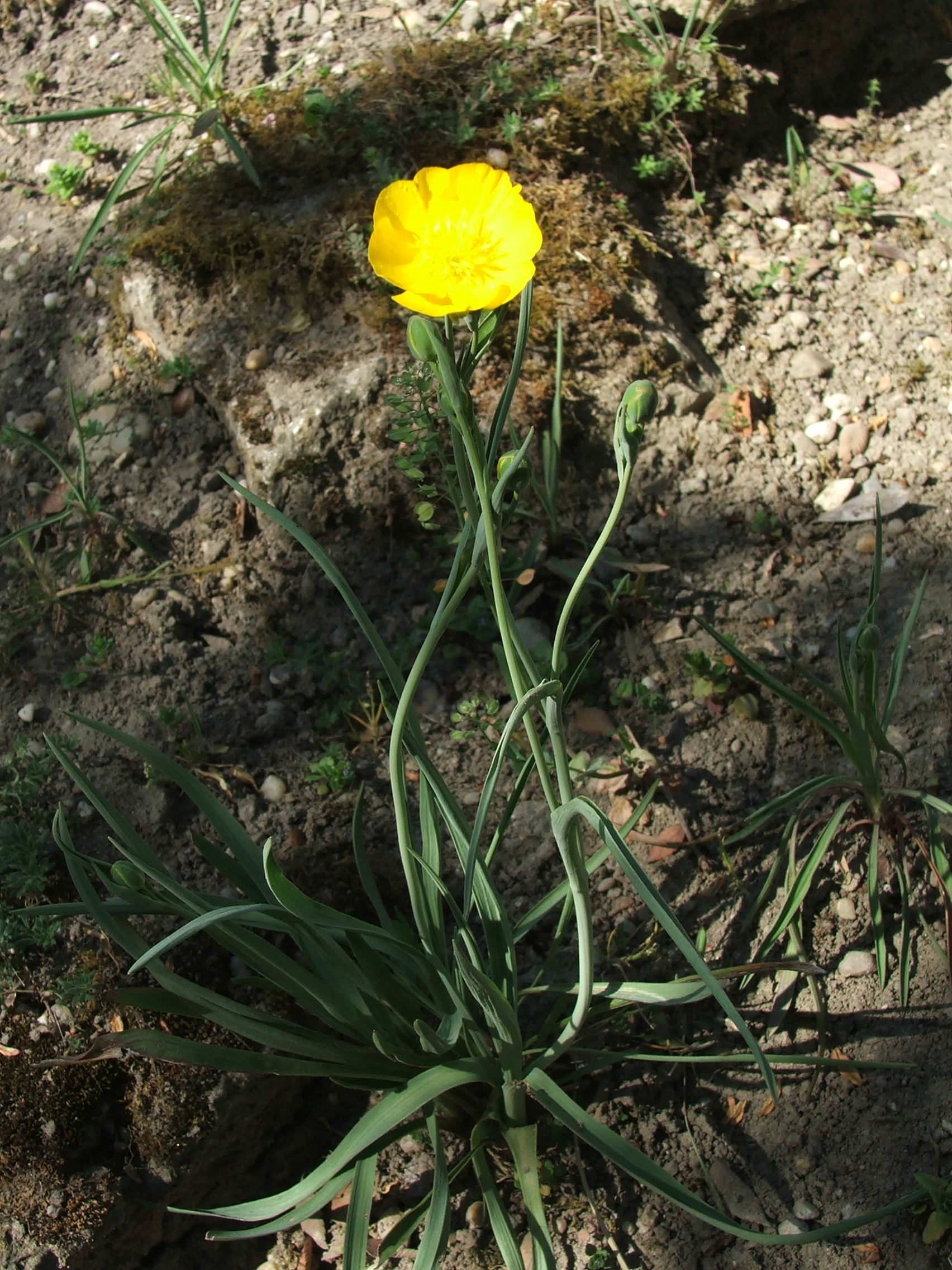
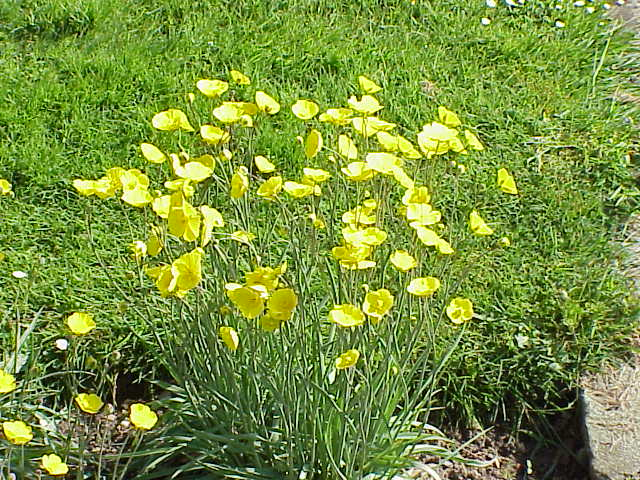